# Bourgs-sur-Colagne
Bourgs-sur-Colagne es una comuna nueva francesa situada en el departamento de Lozère, de la región de Occitania.

## Historia
Fue creada el 1 de enero de 2016, en aplicación de una resolución del prefecto de Lozère de 15 de diciembre de 2015 con la unión de las comunas de Chirac y Le Monastier-Pin-Moriès, pasando a estar el ayuntamiento en la antigua comuna de Chirac.

## Demografía
| Gráfica de evolución demográfica de Bourgs-sur-Colagne entre 1800 y 2013 |
|                                                                          |

Los datos entre 1800 y 2013 son el resultado de sumar los parciales de las dos comunas que forman la nueva comuna de Bourgs-sur-Colagne, cuyos datos se han cogido de 1800 a 2006, para las comunas de Chirac y Le Monastier-Pin-Moriès de la página francesa EHESS/Cassini. Los demás datos se han cogido de la página del INSEE.

## Composición
| Comuna delegada         | Código INSEE | Población (2013) | Superficie (km²) | Densidad (hab./km²) |
| ----------------------- | ------------ | ---------------- | ---------------- | ------------------- |
| Chirac                  | 48049        | 1166             | 33.79            | 35                  |
| Le Monastier-Pin-Moriès | 48099        | 949              | 19.30            | 49                  |